# كونراد من مونفيراتو
 كونراد من مونفيراتو  (أو  كونراد الأول ملك أورشليم ) (بالإيطالية: Corrado di Monferrato)‏ (توفي 28 أبريل 1192) نبيل من شمال إيطاليا، وأحد المشاركين الرئيسيين في الحملة الصليبية الثالثة. كما أنه أصبح ملكًا لأورشليم عن طريق الزواج في 24 نوفمبر 1190، إلا أنه لم يتوّج رسميًا إلا في عام 1192، قبل أيام من وفاته.

## نشأته
ولد كونراد في مونفيراتو في شمال غرب إيطاليا. كان كونراد الابن الثاني للماركيز وليام الخامس من مونفيراتو وزوجته جوديث من بابنبيرغ، فهو ابن خال فريدرش بربروسا الإمبراطور الروماني المقدس وليوبولد الخامس دوق النمسا وابن عمة لويس السابع ملك فرنسا .
نشط في الجهود الدبلوماسية في العشرينات من عمره، وأصبح قائدًا عسكريًا فعالاً. في البداية، تزوج سيدة مجهولة الهوية، ربما ابنة الكونت «مينهارد الأول من جورز» قبل عام 1179، لكنها ماتت في نهاية عام 1186.

## الإمبراطورية البيزنطية
في عام 1179، بعد تحالف عائلته مع الإمبراطور البيزنطي مانويل كومنينوس، شارك كونراد في قيادة جيش ضد قوات فريدريك بربروسا، وهزمها في سبتمبر 1179، وأسر مستشار فريدريك بربروسا، وساقه إلى القسطنطينية ليُكافأ من قبل الإمبراطور، ثم عاد إلى إيطاليا بعد وقت قصير من وفاة مانويل في عام 1180.
وفي شتاء 1186-1187، عرض إسحاق الثاني شقيقته الصغرى ثيودورا، كعروس إلى شقيق كونراد الأصغر بونيفاس لتجديد التحالف، إلا أن بونيفاس كان متزوجًا. كانت زوجة كونراد قد توفيت مؤخرًا، فقبل عرض إسحاق، وذهب إلى القسطنطينية في ربيع 1187. ومع زواجه، حصل على لقب «قيصر». وساعد الإمبراطور في الدفاع عن عرشه ضد تمرد قاده القائد ألكسيوس براناس، وقاتل ببسالة وجرح جرحًا طفيفًا في المعركة التي قُتل فيها براناس. ورغم ذلك، لم يبق كونراد في القسطنطينية لاستثمار نجاحه، وتوجه إلى مملكة بيت المقدس في يوليو 1187.

## الدفاع عن صور
كانت نية كونراد اللحاق بوالده في قلعة القديس إلياس، فوصل أولاً إلى عكا التي كانت قد سقطت في يد صلاح الدين الأيوبي، فأبحر شمال إلى صور، التي لجأ إليها بقايا الجيش الصليبي المنهزم في معركة حطين. وكان صلاح الدين قد استولى بالفعل على عكا وصيدا وبيروت. كما كان ريموند الثالث كونت طرابلس وربيبه رينالد من صيدا والعديد من النبلاء الآخرين قد فروا من المعركة إلى صور، ولكن معظمهم كان حريصًا على العودة إلى أراضيهم للدفاع عنها إلا أن ريموند كان في حالة صحية سيئة، وتوفي بعد وقت قصير من عودته إلى بلاده.
وفقا للمؤرخ وليم الصوري، فإن رينالد من صيدا حاول التفاوض على الاستسلام مع صلاح الدين الأيوبي. انتهز كونراد الفرصة، وألقى رسالة صلاح الدين في الخندق، وجعل الصوريين يقسمون له على الولاء التام. وباستيلائه على السلطة، رحل رينالد إلى قلعته الخاصة قلعة الشقيف على نهر الليطاني. أعاد كونراد تنظيم دفاعات صور، وأسس حكومة محلية.
وعندما وصل جيش صلاح الدين، وجدوا المدينة محصنة جيدًا. صمدت صور جيدًا أمام الحصار، فانصرف صلاح الدين عنها لفتح قيصرية وأرسوف ويافا. عندئذ، أرسل كونراد رئيس أساقفة صور، إلى الغرب لطلب المساعدات.
في نوفمبر 1187، عاد صلاح الدين ثانية لحصار صور. وكان كونراد لا يزال قائدًا للمدينة، وكان كل مدينة يفتحها العرب يفر مقاتليها إلى صور، فامتلأت المدينة بالمقاتلين وعائلاتهم. هذه المرة، حاصرها صلاح الدين برًا وبحرًا. وقد ذكر المؤرخون الغربيون حادثة حدثت أثناء هذا الحصار، عندما عرض صلاح الدين إطلاق ويليام الخامس من مونفيراتو والد كونراد الذي أُسر في معركة حطين، بالإضافة إلى عطية لكونراد إن سلّم المدينة. إلا أن الرجل العجوز نهى ابنه رغم تهديد المصريون بقتله. ففشل هذا التفاوض، وأُطلق سراح ويليام بعد ذلك في عام 1188 في طرطوس، وعاد إلى ابنه.
في 30 ديسمبر 1187، أغارت سفن كونراد على سفن الأسطول المصري، واستولت على عدد منها. حاولت السفن المتبقية المصرية الهرب إلى بيروت، لكن سفن كونراد طاردتها، وإضطر المصريون إلى إرساء سفنهم على الشاطئ والفرار. عندئذ، شنّ صلاح الدين الأيوبي هجومًا على المدينة، معتقدًا أنهم منشغلون بالمعركة البحرية. إلا أن صمود المدينة جعل صلاح الدين ينهي حصاره مرة أخرى.

## الصراع على التاج

الشرق الأدنى عام 1190 قبل بداية الحملة الصليبية الثالثة.

في صيف 1188، أطلق صلاح الدين غي دي لوزينيان زوج الملكة سيبيلا ملكة أورشليم من الأسر. وبعد ذلك بعام في عام 1189، رافق غي شقيقه جيفري إلى صور، وطالب كونراد بتسليمه المدينة. رفض كونراد هذا الطلب، وأعلن أن هذا الرجل أسقط حقه في الملك بهزيمته في معركة حطين، وقال أنه سيحكم المدينة حتى وصول الملوك من أوروبا، ولم يسمح كونراد لغي وسيبيلا بدخول المدينة، لكن سمح لهم بوضع خيامهم خارج جدران صور.
اقنع لويس الثالث من تورينجيا ابن عمه كونراد بالانضمام لغي في حصاره لعكا في عام 1189، والذي استمر لأكثر من عامين. وفي صيف 1190، سافر كونراد إلى أنطاكية ليكون دليلاً لفريدريك السادس دوق شوابيا، إلى عكا مع فلول جيشه ابن عمه الإمبراطور فريدريك بربروسا.
عندما ماتت الملكة سيبيلا وبناتها من المرض في وقت لاحق من ذلك العام، لم يصبح لغي الحق القانوني في العرش، لكنه رفض التنحي. وكانت وريثة العرش إيزابيلا وهي شقيقة الملكة سيبيلا، متزوجة من همفري الرابع من تورون، وكانت مولعة به. ومع ذلك، سعى كونراد ووالدتها الملكة ماريا وباليان من إيبلين ورينالد من صيدا والعديد من النبلاء، إلى فسخ زواجهما بزعم أن إيزابيلا كانت تحت سن الزواج في ذلك الوقت، ولم تكن قادرة على إعطاء الموافقة، ثم تزوجت من كونراد نفسه، على الرغم من الشائعات حول جمعه بين زوجتين بسبب زواجه من ثيودورا، التي كانت لا تزال على قيد الحياة. تم الزواج في 24 نوفمبر 1190، وبذلك وبحكم القانون، أصبح كونراد ملكًا لأورشليم، وعاد مع عروسه إلى صور بعد إصابته في حصار عكا، ثم عاد إلى الحصار في الربيع، وقاد هجوم بحري فاشل على ميناء المدينة.
أيد ريتشارد قلب الأسد غي في مطالبته للعرش، بينما أيد كونراد ابني عمه ليوبولد الخامس دوق النمسا وفيليب الثاني ملك فرنسا. تولى كونراد أمر المفاوضات في استسلام عكا، وبعد ذلك، حاول الأطراف التوصل إلى اتفاق. توصل الملوك إلى اتفاق بتولية غي العرش، ويكون كونراد ولي عهده. وفي يوليو 1191، قرر فيليب الثاني العودة إلى فرنسا، ولكن قبل مغادرته تنازل عن نصف غنائم عكا إلى كونراد، وكل رهائنه المسلمين. طلب الملك ريتشارد من كونراد تسليم الرهائن، لكن كونراد رفض قدر استطاعته. وبعد أن رضخ له في النهاية، قتل ريتشارد جميع الرهائن.
لم ينضم كونراد لحملة ريتشارد إلى الجنوب، وفضّل البقاء مع زوجته إيزابيلا في صور، معتقدًا أن حياته في خطر، كما مات والده في تلك الفترة. وخلال ذلك الشتاء، بدأ كونراد مفاوضات مباشرة مع صلاح الدين الأيوبي، لاعتقاده بأن حملة ريتشارد التالية ستكون لانتزاع صور منه، وإعادة الملك لغي. كان هدفه الأساسي أن يعترف به كحاكم في الشمال.

## اغتياله
في أبريل 1192، اتفق على أن تخضع الملكية للتصويت. خشي ريتشارد من أن يختار بارونات مملكة بيت المقدس كونراد بالإجماع ملكًا. باع ريتشارد غي السيادة على قبرص مع احتفاظه بلقب «ملك». إلا أن كونراد لم يتوج، حيث هاجمه اثنان من الحشاشين وطعنوه مرتين على الأقل في جنبه وظهره. قتل حراسه واحدًا من المهاجمين، وقبض على الآخر. وتحت وطأة التعذيب، اعترف الحشاش أن ريتشارد وراء عملية القتل.

## الأسرة
كان شقيقه بونيفاس قائدًا الحملة الصليبية الرابعة، كما كان شقيقه الأصغر رينيه من مونفيراتو زوجًا لابنة الإمبراطور البيزنطي مانويل كومنينوس، والأكبر ويليام من مونفيراتو كونت يافا وعسقلان أول أزواج سيبيلا ملكة أورشليم ووالد بلدوين الخامس ملك أورشليم.